# Harold Dickason
Harold "Harry" Dickason (Harrogate, North Yorkshire, 16 d'abril de 1890 – Birmingham, 21 de gener de 1962) va ser un gimnasta artístic anglès que va competir a començament del segle xx.
El 1912 va prendre part en els Jocs Olímpics d'Estocolm, on va guanyar la medalla de bronze en el concurs complet per equips del programa de gimnàstica.